# Бойд, Линда
Ли́нда Бойд (англ. Lynda Boyd; 28 января 1965, Ванкувер, Британская Колумбия, Канада) — канадская актриса, кинорежиссёр, сценарист, кинопродюсер, певица и танцовщица.

## Биография
Линда Бойд родилась 28 января 1965 года в Ванкувере (провинция Британская Колумбия, Канада).
Линда снимается в кино с 1986 года и в настоящее время она сыграла более чем в 120-ти фильмах и телесериалах; также играет в театрах. Одной из её самых известных киноролей является Нора Карпентер из фильма Дэвида Эллиса «Пункт назначения 2» (2003).
В 2000 году Линда дебютировала в качестве сценариста, написав сценарий к эпизоду «Чей подарок так или иначе?» телесериала «Ты, я и дети».
В 2003 году Линда дебютировала в качестве режиссёра и продюсера с короткометражным фильмом «Туя восточная», к которому она также написала сценарий.
Также Линда является певицей и танцовщицей.